# 磁力踏板
磁力踏板為德國工程師Wolfgangd Durr與其團隊所研發設計出的創新踏板裝置，於2007年榮獲IENA國際發明展金牌獎，目前已取得歐洲、中國大陸及台灣的專利認證。
磁力踏板藉由裝置上的磁鐵吸附鞋底對應部份固定腳部位置進而提升騎乘運動效能並減少膝蓋受傷的可能性。相較卡式踏板，磁力踏板更易與鞋子結合及脫離，具有較高的使用方便性。